# Zasloužilý zootechnik Ruské federace
Zasloužilý zootechnik Ruské federace (rusky Заслуженный зоотехник Российской Федерации) byl čestný titul Ruské federace založený roku 1995. Udílen byl za zásluhy zootechnikům.

## Historie
Původní čestný titul Zasloužilý zootechnik RSFSR byl založen dne 16. června 1949 dekretem prezidia Nejvyššího sovětu RSFSR. Toto původní vyznamenání bylo udíleno vysoce kvalifikovaným zootechnikům JZD, státních statků, veterinárních pracovišť, státní hřebčínů a dalších zemědělských podniků a institucí po nejméně deseti letech práce v oboru za významné úspěchy pro rozvoj JZD a za zásluhy o zvyšování produktivity v chovu drůbeže a hospodářských zvířat.
Zasloužilý zootechnik Ruské federace byl založen dekretem prezidenta Ruské federace č. 1341 O zřízení čestných titulů Ruské federace,  schválení ustanovení o čestných titulech a popisu odznaku pro čestné tituly Ruské federace ze dne 30. prosince 1995. Zároveň byl zrušen dekret prezidia Nejvyššího sovětu RSFSR ze dne 16. června 1949. Čestný titul Zasloužilý zootechnik Ruské federace byl zrušen dekretem prezidenta Ruské federace č. 1099 O opatřeních ke zlepšení systému státních vyznamenání Ruské federace ze dne 7. září 2010.
Před přijetím zákona č. 1341 existovaly právní akty zakládající čestné tituly Ruské sovětské federativní socialistické republiky (RSFSR). Po změně názvu státu z RSFSR na Ruská federace zákonem RSFSR č. 2094-I ze dne 25. prosince 1991 byl dle této změny upraven i název všech čestných titulů. Zkratka RSFSR byla nahrazena slovy Ruská federace. To vedlo k tomu, že od roku 1992 do 30. března 1996 byl udílen stejný čestný titul, který existoval od roku 1949, pouze byl udílen pod novým názvem.

## Pravidla udílení
Čestný titul Zasloužilý zootechnik Ruské federace byl udílen zootechnikům zaměstnaným v zemědělské výrobě a v zemědělských institucích za zásluhy o zootechnickou podporu rozvoje chovu hospodářských zvířat, zvyšování produktivity tohoto odvětví a za odbornou práci v této oblasti po dobu minimálně patnácti let.
Čestný titul se udílel dekrety prezidenta Ruské federace na základně kladného vyřízení nominace na udělení vyznamenání.

## Popis odznaku
Odznaky všech čestných titulů Ruské federace mají jednotný vzhled, který se pouze mírně liší. Odznak je vyroben ze stříbra. Je vysoký 40 mm a široký 30 mm. Má tvar oválného věnce tvořeného vavřínovými a dubovými větvičkami. Dole jsou větvičky zkřížené a svázané stužkou. V horní části odznaku na vrcholu věnce je státní znak Ruské federace. Uprostřed je kartuše s názvem čestného titulu v cyrilici Заслуженный зоотехник.